# サード・アリ・ワルサメ
サード・アリ・ワルサメ（Saado Ali Warsame, ソマリ語: Saado Cali Warsame, アラビア語: سادو علي ورسمه）はソマリ人でアメリカ合衆国籍を持つシンガーソングライター、政治家。伝統的なソマリ音楽で著名な音楽家であり、政治的、社会的正義を追求した。2012年にソマリア国会初の女性議員の一人となったが、2014年にモガディシュで過激派に殺害された。

## 生涯

### 歌手デビュー
1950年、イギリス領ソマリランドのブーホードレで生まれた。出身はダロッド氏族のダルバハンテ支族の遊牧民。
1973年からワルサメは、ソマリアの首都モガディシュでミュージカル劇団Waberiの歌手として活躍した。きっかけは、ワルサメの実家に来たWaberiのメンバーが、ワルサメの美声に気づいたためだった。ワルサメの最初のヒット曲は、名曲Laba isdhinacyaalla Dhaayaaga Ku Fiirsiからの抜粋だった。
1980年代初頭から、ワルサメは政治的な課題の歌を始めた。ワルサメはソマリ人著名アーティストによる連作詩「Deelley」にも参加している。当時は大統領のモハメド・シアド・バーレが独裁色を強めた頃であり、ワルサメは政権批判の疑いで逮捕されて死刑を宣告されたが、実際には6か月の服役となった。服役当時、妊娠7カ月だった。
1980年代のワルサメの歌「ランド・クルーザー (Laand Karuusar)」は、政府高官が高級車に乗るなど、軍事政権の泥棒政治ぶりを批判したものである。ワルサメはこの曲でも逮捕されている。

### アメリカに移住

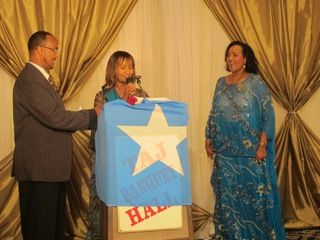
2011年、トロントで功労賞を与えられ、ソマリ人芸術家仲間から祝福されるワルサメ

1990年代初めにソマリア内戦が始まると、アメリカ合衆国ミネソタ州のミネアポリスに移住。後、セントクラウドに移った。ワルサメの作品は国民のアイデンティティーと、内戦終結後の復興プロセスへの参加を呼び掛けるものとなった。
ワルサメの「ラス・アノド、あなたは常にソマリアの一部、私たちの国は一つ (Libdhimeyside Laas Caanood, Laba maahaa Waddankeennu)」は、2007年にソマリランド軍がソマリア北西部の町ラス・アノドを占領したことを受け、ラス・アノドの町が民族主義、反植民地主義の象徴であるダーヴィッシュ国の発祥の地として歴史的役割を果たしていることを称えた歌である。
2009年のワルサメの「助言させてください (Aan kuu Taliyo)」は、政治的な対立をユーモラスに風刺している。また、ソマリア独裁政権時代の元副大統領モハメド・アリ・サマターがアメリカで民事訴訟を起こされた際には、サマターが独裁政権にいたというだけで不当に低く扱われていると訴えた。

### ソマリア連邦議員
2012年、新しくできたソマリア連邦政府に参加するため、ソマリアの首都モガディシュに移住。そして新議会で、プントランド地域の代表として議員となった。
ワルサメは2013年のインタビューで、スール地域に対するソマリランド政府の政策に懸念を表明している。
ソマリアへの送金事業を営むダハブシルについては、犯罪の温床になるなどとして批判的だった。

### 暗殺
2014年7月23日、モガディシュでホテルに向かうワルサメは運転手と共に何者かに射殺された。
ソマリアのイスラーム過激組織アル・シャバブが犯行声明を出し、ソマリア連邦議員暗殺計画の一環であるとした。大統領のハッサン・シェイク・モハムドらは暗殺を非難した。アメリカ合衆国国務省も暗殺を非難し、ワルサメの家族に哀悼の意を示した。アメリカのソマリ人コミュニティリーダーたちは、国務省にワルサメの死因の完全な調査を要求した。
2014年7月24日、連邦政府は大統領官邸において、国葬を行った。ソマリア大統領、首相、国会議長、モガディシュ市長らが参加した。その後、モガディシュのワダジル地区にあるメディナ病院の墓地に安置された。
2015年4月、アル・シャバブのメンバー2人がワルサメ殺害の罪で死刑となった。

## 音楽

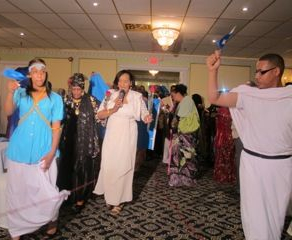
2011年、受賞記念で開催されたソマリ・コミュニティのイベントで演奏するワルサメ

ワルサメは伝統的なソマリ音楽の歌手である。ワルサメの音楽は、政治的、社会的正義、ナショナリズム、恋愛などを主題としている。複雑な話を分かりやすく伝えるため、風刺や比喩、故事などが多く使われている。
ステージに上がるときには、当時のソマリア女性としては珍しく、頭を覆わず、時にはズボンを履いていた。

### 作品
- "Laand Karuusar" - 1980年代。政府高官が高級車に乗るなどしていたことを批判した歌。
- "Libdhimeyside Laas Caanood, Laba maahaa Waddankeennu" - 2007年。内戦の場所となったラス・アノドを称える歌。
- "Aan kuu Taliyo" - 2009年。政治的対立の風刺。

## 家族
- Horiyo Kasim 1981年ごろ生まれ。アメリカ市民。ワルサメはホリヨを妊娠中に投獄された[6]。
- Harbi Hussein 1993年ごろ生まれ[13]。